# Telmia
Telmia là một chi bướm đêm thuộc họ Noctuidae.